# Discografia de Bridgit Mendler
A discografia de Bridgit Mendler, uma cantora e compositora de música pop estadunidense, consiste em um álbum de estúdio, uma trilha sonora e seis singles, sendo dois próprios, uma participação e três singles promocionais, além de outras seis outras aparições em álbuns e colaborações.

## Álbuns

### Álbuns de estúdio
| Detalhes do álbum | Melhores posições atingidas | Melhores posições atingidas | Melhores posições atingidas | Melhores posições atingidas | Melhores posições atingidas | Vendas        |
| Detalhes do álbum | EUA                         | AUS                         | ESP                         | FRA                         | UK                          | Vendas        |
| --- | --------------------------- | --------------------------- | --------------------------- | --------------------------- | --------------------------- | ------------- |
| Hello My Name Is... - Lançamento: 22 de outubro de 2012 - Gravadora: Hollywood Records - Formatos: CD, download digital | 30                          | 58                          | 26                          | 95                          | 107                         | - : + 170.000 |

| Álbum | Melhores posições atingidas | Melhores posições atingidas | Melhores posições atingidas | Melhores posições atingidas | Melhores posições atingidas | Melhores posições atingidas | Melhores posições atingidas | Melhores posições atingidas | Melhores posições atingidas | Vendas      |
| Álbum | EUA                         | EUA OST                     | EUA Kids                    | AUS                         | AUT                         | BEL                         | ESP                         | HOL                         | POL                         | Vendas      |
| --- | --------------------------- | --------------------------- | --------------------------- | --------------------------- | --------------------------- | --------------------------- | --------------------------- | --------------------------- | --------------------------- | ----------- |
| Lemonade Mouth - Lançamento: 12 de abril de 2011 - Gravadora: Walt Disney Records - Formatos: CD, download digital | 4                           | 1                           | 1                           | 71                          | 38                          | 25                          | 38                          | 79                          | 26                          | - : 402.000 |
| "—" denota itens que não entraram nas tabelas ou não foram lançados no território.                                 |                             |                             |                             |                             |                             |                             |                             |                             |                             |             |

### EPs
| Título         | Detalhes                                                                             |
| -------------- | ------------------------------------------------------------------------------------ |
| Live in London | - Lançamento: 18 de março de 2013 - Formato: Download digital - Gravadora: Universal |
| Nemesis        | - Lançamento: 18 de novembro 2016 - Formato: Download digital - Gravadora: Black Box |

### Outros álbuns
| Álbum | Detalhes                                                                          |
| --- | --------------------------------------------------------------------------------- |
| Disney Karaoke Series: Lemonade Mouth - Lançamento: 21 de junho de 2011 - Formatos: Walt Disney Records - Gravadora: Universal Music | - Álbum karaoke lançado pela Walt Disney para a série de coletâneas deste estilo. |

## Singles

### Como artista principal
| Ano                                                                                     | Single                               | Melhores posições atingidas | Melhores posições atingidas | Melhores posições atingidas | Melhores posições atingidas | Melhores posições atingidas | Melhores posições atingidas | Melhores posições atingidas | Melhores posições atingidas | Melhores posições atingidas | Melhores posições atingidas | Certificação                                                         | Álbum               |
| Ano                                                                                     | Single                               | EUA                         | ALE                         | AUS                         | BEL                         | CAN                         | ESC                         | IRL                         | NOR                         | NZL                         | UK                          | Certificação                                                         | Álbum               |
| --------------------------------------------------------------------------------------- | ------------------------------------ | --------------------------- | --------------------------- | --------------------------- | --------------------------- | --------------------------- | --------------------------- | --------------------------- | --------------------------- | --------------------------- | --------------------------- | -------------------------------------------------------------------- | ------------------- |
| 2011                                                                                    | "Somebody"                           | 89                          | —                           | —                           | —                           | —                           | —                           | —                           | —                           | —                           | —                           |                                                                      | Lemonade Mouth      |
| 2011                                                                                    | "Determinate" (featuring Adam Hicks) | 51                          | 92                          | 91                          | —                           | 82                          | —                           | —                           | —                           | —                           | 193                         |                                                                      | Lemonade Mouth      |
| 2012                                                                                    | "Ready or Not"                       | 49                          | —                           | 53                          | 2                           | 43                          | 6                           | 15                          | 69                          | 12                          | 7                           | - EUA: Platina - CAN: Platina - NZL: Platina - UK: Prata - NOR: Ouro | Hello My Name Is... |
| 2013                                                                                    | "Hurricane"                          | 101                         | —                           | 82                          | 65                          | 73                          | —                           | 77                          | —                           | —                           | 157                         |                                                                      | Hello My Name Is... |
| 2013                                                                                    | "Top of the World"                   | —                           | —                           | —                           | —                           | —                           | —                           | —                           | —                           | —                           | —                           |                                                                      | Hello My Name Is... |
| "—" denota singles que não entraram nas paradas musicais ou não foram lançados no país. |                                      |                             |                             |                             |                             |                             |                             |                             |                             |                             |                             |                                                                      |                     |

### Como artista convidada
| 2011                                                                               | "Breakthrough" (como parte do elenco de Lemonade Mouth) | 88 | 11 | Lemonade Mouth |
| "—" denota itens que não entraram nas tabelas ou não foram lançados no território. |                                                         |    |    |                |

### Singles promocionais
| 2011                                                                               | "This Is My Paradise"     | —   | não adicionado à nenhum álbum |
| 2011                                                                               | "We Can Change the World" | 118 | Single para caridade          |
| 2011                                                                               | "I'm Gonna Run To You"    | —   | não adicionado à nenhum álbum |
| 2012                                                                               | "Summertime"              | —   | não adicionado à nenhum álbum |
| 2012                                                                               | "Forgot to Laugh"         | —   | Hello My Name Is...           |
| "—" denota itens que não entraram nas tabelas ou não foram lançados no território. |                           |     |                               |

## Outras aparições
| Ano  | Canção                                  | Outro(s) artista(s) | Álbum                                  |
| ---- | --------------------------------------- | ------------------- | -------------------------------------- |
| 2009 | "Give Love a Try"                       | Nick Jonas          | Jonas L.A.                             |
| 2010 | "When She Loved Me"                     | —                   | DisneyMania 7                          |
| 2010 | "How to Believe"                        | —                   | Tinker Bell and the Great Fairy Rescue |
| 2012 | "Wait For Me"                           | Shane Harper        | Shane Harper                           |
| 2012 | "How to Believe"                        | —                   | Tinker Bell: Secret of the Wings       |
| 2012 | "My Song For You"                       | Shane Harper        | Disney Channel Holiday Playlist        |
| 2012 | "Hang in There Baby"                    | —                   | Make Your Mark: Ultimate Playlist      |
| 2013 | "We’re Dancing" (Alex Ghenea 3.0 Remix) | —                   | Shake It Up: I <3 Dance                |

## Videoclipes

### Como artista principal
| Ano  | Canção                    | Diretor         |
| ---- | ------------------------- | --------------- |
| 2010 | "How to Believe"          |                 |
| 2010 | "This Is My Paradise"     | Alex Zamm       |
| 2011 | "Somebody"                | Patricia Riggen |
| 2011 | "Determinate"[A]          | Patricia Riggen |
| 2011 | "Breakthrough"[A]         | Patricia Riggen |
| 2011 | "We Can Change the World" | Art Spigel      |
| 2012 | "Summertime"              | Art Spigel      |
| 2012 | "Ready Or Not"            | Philip Andelman |
| 2013 | "Hurricane"               |                 |

### Aparições em vídeos de outros artistas
| Ano  | Canção               | Diretor    | Nota                                   |
| ---- | -------------------- | ---------- | -------------------------------------- |
| 2009 | "Give Love a Try"[B] |            | Aparição no videoclipe de Nick Jonas   |
| 2012 | "Rocketship"         | Jake Allen | Aparição no videoclipe de Shane Harper |

Notas
- A ^ Gravado a partir das cenas retiradas do filme Lemonade Mouth
- B ^ Gravado a partir das cenas retiradas do episódio "Wrong Song", do seriado Jonas L.A.